# 李濬 (弘治進士)
李濬（1454年—？），字文淵，直隸鳳陽府鳳陽縣人，軍籍，明朝政治人物。

## 生平
成化十三年（1477年）丁酉科應天府鄉試第九十八名舉人。弘治六年（1493年）中式癸丑科會試第二十四名，三甲第一百六十九名進士。八年四月授刑科給事中，九年十一月充副使，册封藩王。

## 家族
曾祖李通；祖父李誠；父李瑋，鹿邑縣教諭。母陳氏。慈侍下。